# Sint-Pieterskerk (Nieuwerkerken)

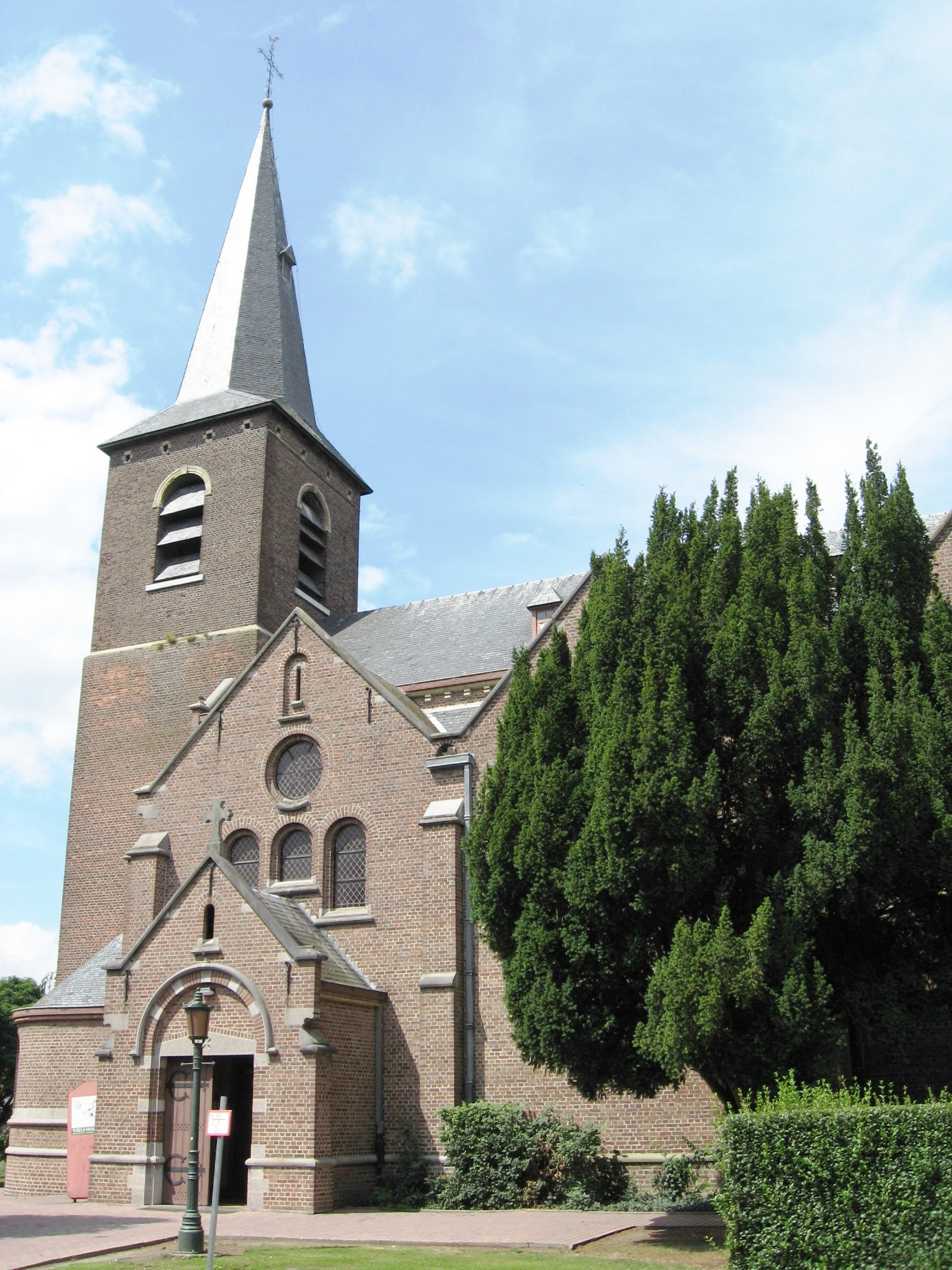
Sint-Pieterskerk

De Sint-Pieterskerk is de parochiekerk van Nieuwerkerken, gelegen aan Kerkstraat 96.
De toren van deze bakstenen kerk is afkomstig van de voorganger, een neoclassicistisch bouwwerk uit 1828. Deze vierkante westtoren heeft twee geledingen, is gedekt met een ingesnoerde naaldspits, en heeft een beeld van Sint-Petrus boven het ingangsportaal.
Het huidige kerkgebouw is uitgevoerd in neoromaanse stijl en stamt uit 1910. De kerk werd van 1949-1950 nog vergroot met twee zijbeuken.
De kerk bezit een gepolychromeerd houten beeld van Sint-Antonius Abt (einde 16e eeuw), en een 18e-eeuwse terracotta buste van Sint-Petrus. De kuip van de preekstoel is 17e-eeuws en de communiebank uit de tweede helft van de 18e eeuw. De kruiswegstaties zijn geschilderd door Théodore Schaepkens. De glas-in-loodramen stellen een aantal kasteelheren voor van het Kasteel van Nieuwerkerken.